# چوگوکو الکتریک
چوگوکو الکتریک (انگلیسی: Chugoku Electric Power Company) شرکت انرژی ژاپنی است، که در سال ۱۹۵۱ تأسیس شد.